# Michael Laudrup
Michael Laudrup és un exfutbolista danès nascut a Frederiksberg, una localitat propera a Copenhaguen, la capital de Dinamarca, el 15 de juny de 1964.
Reconegut per la seva compostura, les passades, la visió de joc, les habilitats tècniques, el control de la pilota i la capacitat de regatejar, Laudrup és àmpliament considerat un dels millors migcampistes de tots els temps. És el germà gran del també futbolista retirat Brian Laudrup.
Durant la seva carrera com a jugador, Laudrup va guanyar títols de lliga amb l'AFC Ajax, el FC Barcelona, el Reial Madrid i la Juventus FC, jugant principalment com a migcampista ofensiu, tot i que també era capaç de jugar en altres posicions d'atac. En un període en què Laudrup va ser reconegut com un dels millors jugadors de futbol de la seva generació, es va convertir en un membre clau del "Dream Team" de Johan Cruyff. Al Barcelona, Laudrup hi va aconseguir nou trofeus en total, incloent-hi quatre títols consecutius de La Liga del 1991 al 1994 i la Copa d'Europa de 1992. Fou titular a la final de la Copa d'Europa de 1992 que el Barça va guanyar a l'Estadi de Wembley de Londres el 20 de maig de 1992, la primera Copa d'Europa del Barça i un partit que marcaria la història del club. Posteriorment el 1994 va fitxar per l'etern rival, el Reial Madrid, culb amb el qual va guanyar el seu cinquè títol de Lliga consecutiu.
Laudrup va debutar amb la Selecció de Dinamarca el dia que va fer 18 anys el 1982, i hi va marcar 37 gols en 104 aparicions. Va tenir un paper destacat a la Copa del Món de la FIFA de 1986, i des del novembre de 1994, va ser capità de Dinamarca durant un total de 28 partits, inclosa la victoriosa Copa Confederacions de 1995. Va jugar al costat del seu germà Brian a la selecció de Dinamarca que va arribar als quarts de final de la Copa del Món de 1998, i es va retirar com a jugador actiu després del torneig.
El 1999, Laudrup va ser elegit el millor jugador estranger del futbol espanyol durant els 25 anys anteriors. i l'abril del 2000 va ser nomenat cavaller, rebent l'Orde de la Dannebrog. El novembre del 2003, per celebrar el Jubileu de la UEFA, va ser seleccionat com a Jugador d'Or de Dinamarca per la Unió Danesa de Futbol, el seu jugador més destacat dels darrers 50 anys. Va ser nomenat oficialment el millor futbolista danès de tots els temps per la Unió Danesa de Futbol (DBU) el novembre de 2006. Va ser inclòs per Pelé a la llista FIFA 100 dels millors jugadors vius del món en una cerimònia de premis de la FIFA el 2004. L'abril de 2013, va ser inclòs pels lectors de Marca al "Millor onze estranger de la història del Reial Madrid".
El 16 d'octubre de 2021, en un espectacle que celebrava el 125è aniversari del Comitè Olímpic Nacional i la Confederació Esportiva de Dinamarca, els 125 candidats al títol de la millor estrella de l'esport danès de la història es van reduir a vuit, i Laudrup va ser-ne nomenat guanyador.
Després de retirar-se com a jugador, Laudrup va començar a entrenar i es va convertir en ajudant de l'entrenador nacional de Dinamarca. Va aconseguir la seva primera feina d'entrenador a l'antic club Brøndby IF el 2002, a qui va guiar fins al campionat de la Superlliga danesa del 2005. Va decidir no ampliar el seu contracte amb el Brøndby el maig del 2006. Va assumir el càrrec d'entrenador del Getafe CF i va hi va tenir un èxit notable. Va portar el club un èxit relatiu a la Copa del Rei i a la Copa de la UEFA, i l'estil d'atac de l'equip va rebre elogis. El 15 de juny de 2012, Laudrup va ser nomenat entrenador del club Swansea City AFC de la Premier League amb un contracte de dos anys. En la seva primera temporada al sud de Gal·les, va guanyar l'Copa de la Lliga, el primer gran trofeu anglès en els 100 anys d'història del Swansea. El 4 de febrer de 2014, va ser acomiadat pel Swansea després d'una caiguda "significativa" a la Premier League, deixant-los dos punts per sobre de la zona de descens.. Laudrup va dirigir els clubs de Qatar Lekhwiya i Al Rayyan entre 2014 i 2018.